# HP95LX
Le HP 95LX est une calculatrice/ordinateur compatible PC. 
Cette sorte de Mini-PC est capable d'exécuter des programmes type MS-DOS ainsi que traiter des fichiers compatibles Lotus 1-2-3.

## Applications intégrées

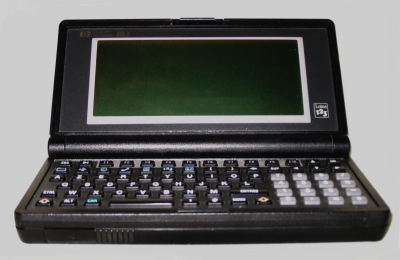
L'appareil prêt à fonctionner

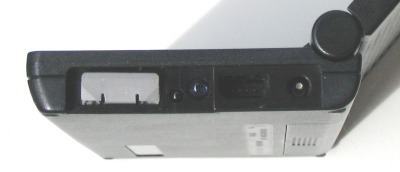
De gauche à droite : pile, port IR, port TTL, connecteur d'alimentation

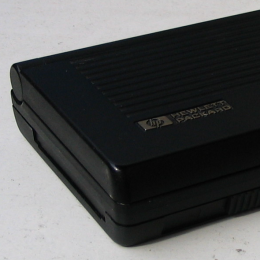
Port PCMCIA et à droite sa glissière d'éjection

La ROM possède plusieurs applications. En voici la liste :
- MS-DOS 3.22
- Lotus 1-2-3
- Gestionnaire d'informations personnelles (agenda, répertoire, mémos, fichiers, calculatrice, Communications Xmodem / Kermit)

## Matériel
- 512 Ko (ou 1Mo) de RAM partagée entre le disque et la mémoire système
- un port PCMCIA acceptant jusqu'à 2Mo de mémoire
- un port infrarouge
- un port RS-232 au format TTL (0-5V)
- un clavier AZERTY pour la version française
- un écran non rétro-éclairé de 40 colonnes/16 lignes

## Contenu de la boîte
- un manuel de 800 pages environ
- une pile de sauvegarde de la mémoire

## Dimensions
- poids : 250g environ avec les piles
- dimensions : 16x8,5x2,7 cm

## Autres informations
- année de commercialisation : 1991
- le prix en 1991 pour la version 512Ko était de 2990 FF
- alimentation : 2 piles type R6 ou prise secteur
- il existe une version plus évoluée de cet appareil : le HP-100LX.